# Yōsuke Akiyama
Yōsuke Akiyama (秋山 陽介?, Akiyama Yōsuke; Chiba, 13 aprile 1995) è un calciatore giapponese, centrocampista del Wollongong Utd.